# Tryckeri

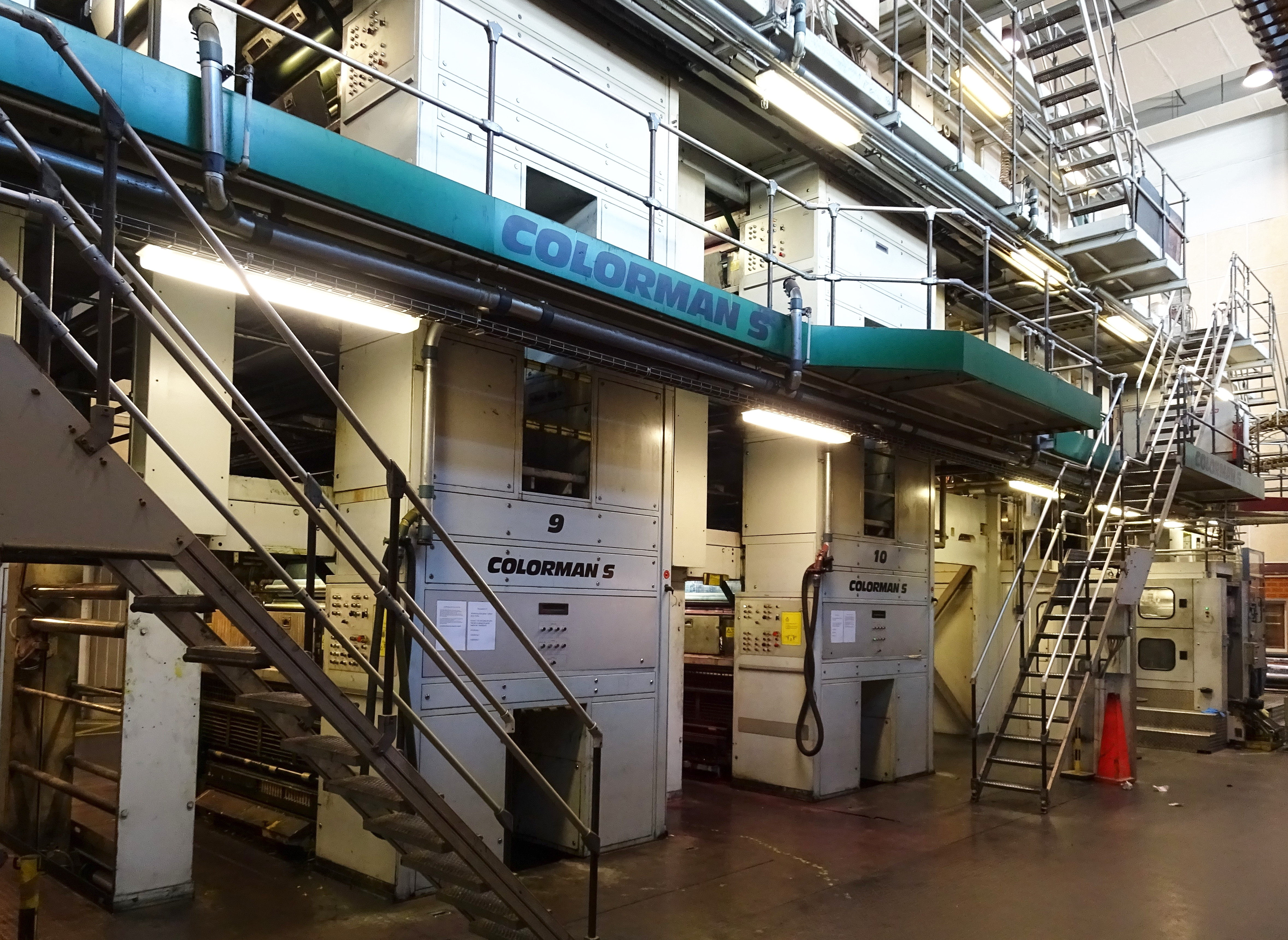
En MAN Roland Colorman tryckpress i DNEX-tryckeriet.

Tryckeri är en lokal för tryckning av exempelvis tidningar eller böcker, d.v.s. ett företag som utför grafisk tryckning. Förleden "tryck" härrör från  arbetsprocessen där text eller bilder med hjälp av tryck förs över på papper eller annat material. Från början skedde detta manuellt som en boktryckarkonst, men senare övergick tekniken till att bli maskinell. Traditionellt hörde även sättning till tryckeriets uppgifter, men sedan fotosättning har blivit allt vanligare utförs detta arbetsmoment numera oftast tidigare i processen.

## Tryckerier i Sverige
Ett av Nordens största tryckerier är Bold Printing med tryckerier i Stockholm, Malmö, Falun och Borås. DNEX-tryckeriet i Akalla är Bolds Stockholmstryckeri som trycker bland annat Dagens Nyheter och Expressen (därav namnet DN EX) men även många av Stockholms lokal- och gratistidningar. Bland historiska tryckerier kan nämnas Generalstabens litografiska anstalt, Centraltryckeriet, Bagges sedeltryckeri och Almqvist & Wiksell samtliga i Stockholm. Ett tidigt svenskt tryckeri var Kungliga Tryckeriet som grundades 1526. Det hade stöd av Gustav Vasa, som tycks ha velat centralisera tryckandet till Stockholm för att lättare kunna kontrollera vad som trycktes. Tidigare tryckerier fanns t ex i Söderköping 1522-1526, i Vadstena på 1490-talet och Uppsala på 1510-talet.

## Historiska bilder på svenska tryckerier

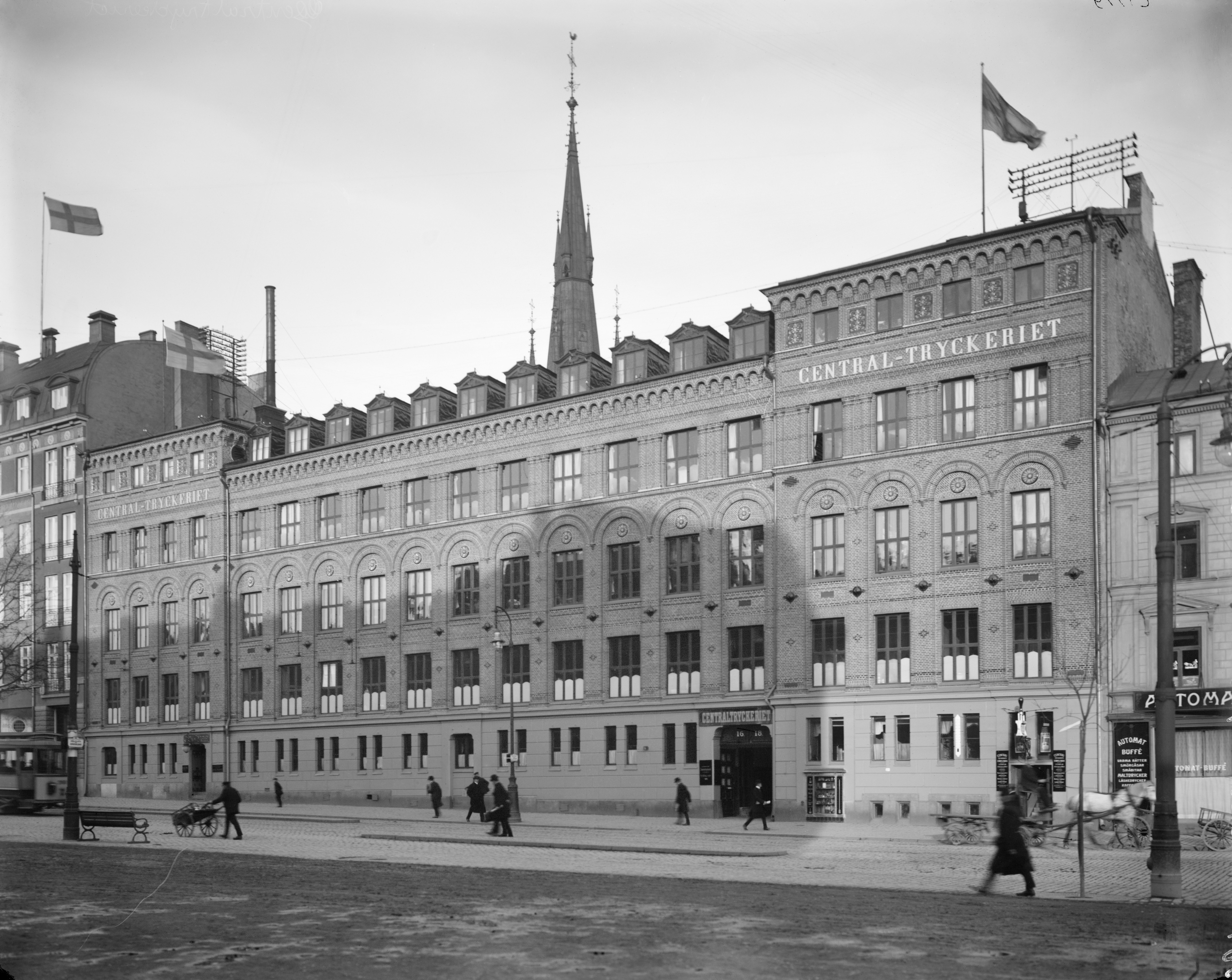
Centraltryckeriet 1905.
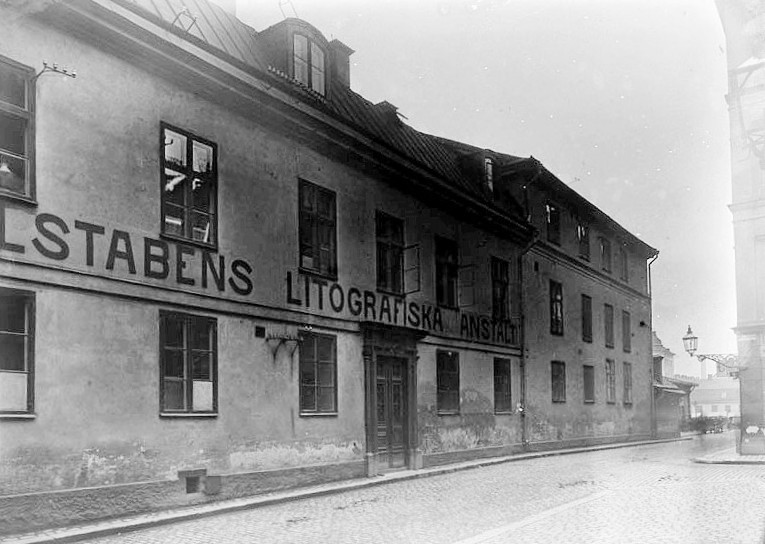
Generalstabens litografiska anstalt 1907.
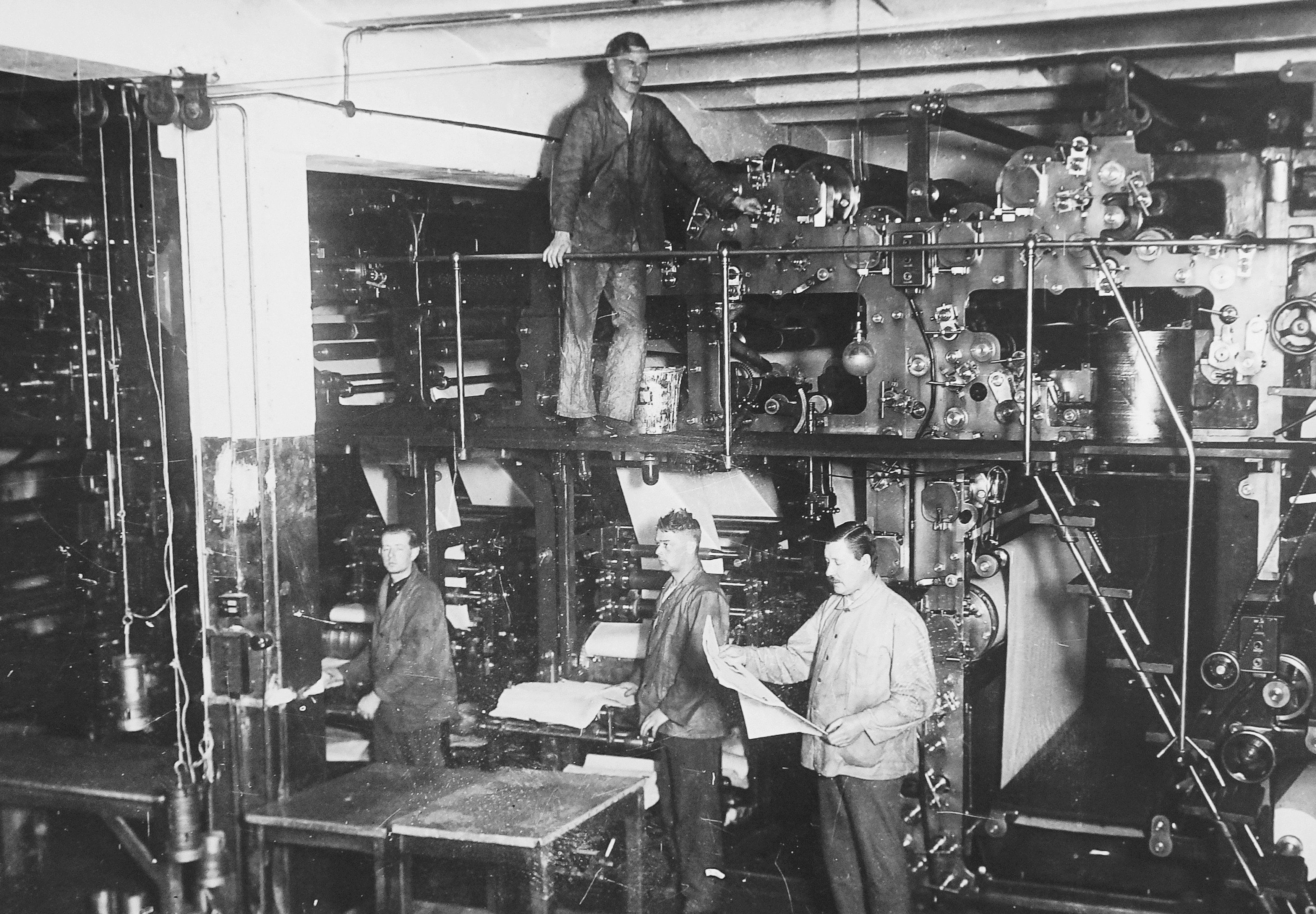
Dagens Nyheters tryckeri 1914.
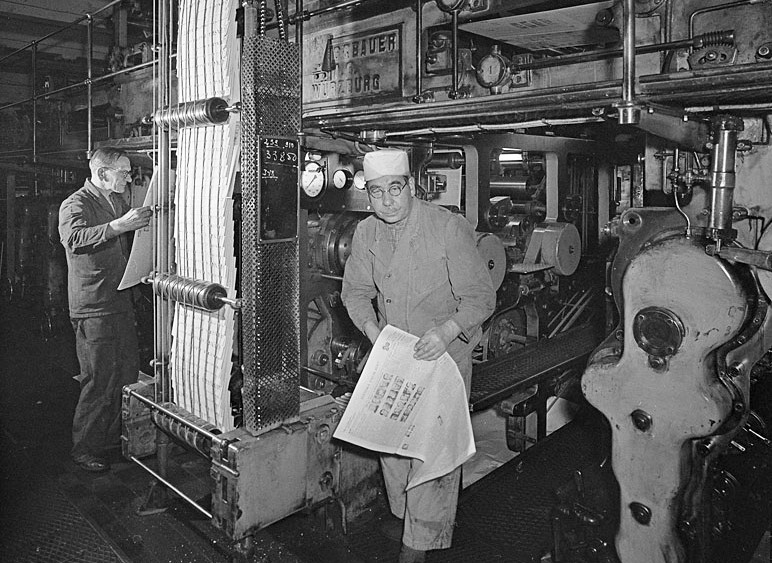
Svenska Dagbladets tryckeri 1951.